# Família Artística Paulista
Família Artística Paulista foi um grupamento de artistas formado em São Paulo em 1937, mais moderado em relação ao vanguardismo e ao experimentalismo que caracterizavam outro grupamento de artistas, o do Salão de Maio, fundado apenas alguns meses antes na mesma cidade.
A agremiação foi fundada e dirigida por Paulo Rossi Osir, Waldemar da Costa e Paulo Mendes de Almeida e contava com a participação de diversos artistas já conhecidos de outros salões e alguns novos. Teve, tal como o Salão de Maio, três edições.
O crítico Geraldo Ferraz, defensor do Salão de Maio, acusava os pintores da Família Artística Paulista de "tradicionalistas, defensores do carcamanismo artístico da paulicéia". Por outro lado, os criadores da Família viam nos salonistas um abusivo uso das palavras modernos e modernistas ditas frequentemente com significados diferentes ou, muitas vezes, sem qualquer significado senão o de que o trabalho era ligado às novas tendências o que nem sempre correspondia à verdade. A verdade é que os artistas eram os menos preocupados com essas divergências tanto que vários deles participaram tanto dos Salões da Família Artística Paulista quanto dos Salões de Maio. Além disso, a observação mais minuciosa dos trabalhos que integraram as exposições de ambas as agremiações permite localizar, em cada uma delas, a presença de obras de corte acadêmico, ao lado de outras mais afinadas com os procedimentos de vanguarda. Os Salões da Família Artística Paulista apresentaram de peculiar a presença dos pintores que compunham o Grupo Santa Helena, até então pouco conhecidos e ignorados no ambiente artístico de São Paulo.
Pouco depois da terceira exposição, a Família deixou de existir, sobrepujada pelo aparecimento de novos grupos ou movimentos.

## Exposições
A primeira exposição, em novembro de 1937, no Hotel Esplanada, em São Paulo, expôs obras de Aldo Bonadei, Alfredo Volpi, Anita Malfatti, Clóvis Graciano, Fulvio Pennacchi, Francisco Rebolo, Humberto Rosa, Mario Zanini, Paulo Rossi Osir e  Manuel Martins, Hugo Adami, Waldemar da Costa, Joaquim Figueira, Armando Balloni, Arnaldo Barbosa e Artur P. Krug.
O segundo salão, no Automóvel Clube de São Paulo, em 1939, agregou novos integrantes, além dos antigos participantes, como Candido Portinari, Nelson Nóbrega, Alfredo Rizzotti, Domingos Toledo Piza, Renée Lefèvre, Bernardo Rudofsky, Vilanova Artigas e Ernesto de Fiori.
O último salão da Família Artística Paulista ocorreu no Rio de Janeiro, em 1940, desfalcado de alguns integrantes dos salões anteriores, mas com participações inéditas como as de Carlos Scliar, Vicente Mecozzi, Vittorio Gobbis, Paulo Sangiuliano e Bruno Giorgi.